# NGC 3826
NGC 3826 = NGC 3830 ist eine elliptische Galaxie vom Hubble-Typ E2 im Sternbild Löwe an der Ekliptik. Sie ist schätzungsweise 406 Mio. Lichtjahre von der Milchstraße entfernt und hat einen Durchmesser von etwa 105.000 Lj.
Im selben Himmelsareal befinden sich u. a. die Galaxien NGC 3781, NGC 3784, NGC 3785, IC 2956.
Das Objekt wurde am 6. April 1785 vom deutsch-britischen Astronomen Wilhelm Herschel entdeckt.